# Кучки (Вилейский район)
Кучки — деревня Вязынского сельсовета Вилейского района Минской области Республики Беларусь
Деревня расположена на правом берегу реки Илия возле трассы Молодечно — Илья, напротив агрогородка Вязынь.
Расстояние до Ильи — 8 км, до Молодечно — 24 км, до Минска — ~64 км.

## История
С 1793 года после второго раздела Речи Посполитой, Кучки отошли Российской империи, в составе Вилейского уезда Минской губернии, а с 1843 года Виленской губернии.
С 1921 по 1939 гг. входило в состав Польской Республики.
С 1939 по 1944 гг. — в составе Вязынского Сельсовета Вилейской области БССР.
Во время Великой Отечественной войны с июня 1941 по июль 1944 была под оккупацией Нацистской Германии.
С 1944 по 1960 гг. — в составе Вязынского Сельсовета Молодечненской области БССР.
С 1960 года — в составе Вязынского Сельсовета Вилейского района Минской области.
С 1987 года стало активно заселяться городскими переселенцами из Минска.

## Літаратура
- Kuczki, wieś, powiat wilejski (пол.) в Географическом словаре Царства Польского и других стран славянских, том IV (Kęs — Kutno) от 1883 года